# Holomelina mathani
Holomelina mathani är en fjärilsart som beskrevs av Rothschild 1910. Holomelina mathani ingår i släktet Holomelina och familjen björnspinnare. Inga underarter finns listade i Catalogue of Life.